# Funicolo (botanica)

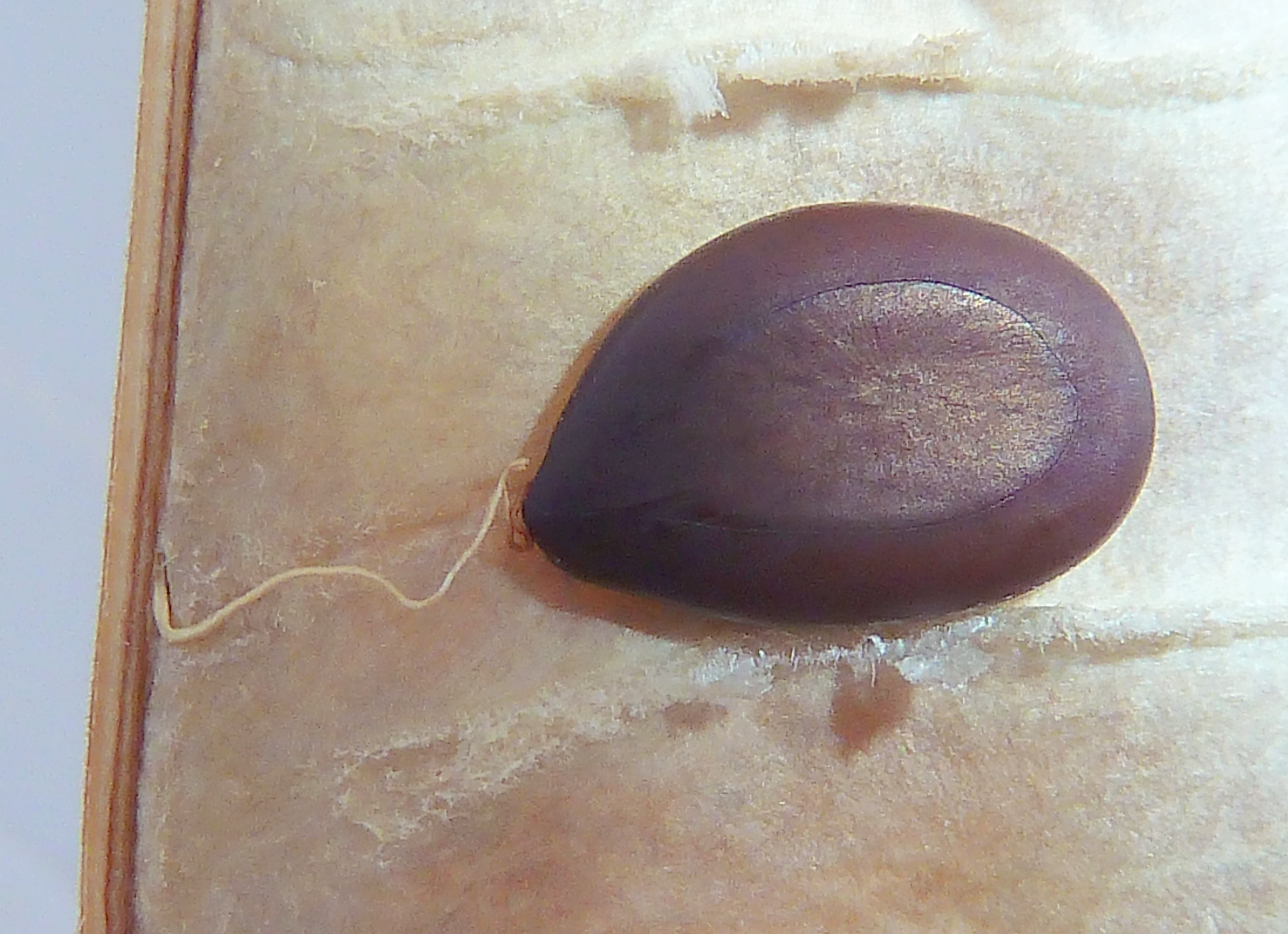
Legume di Leucaena leucocephala aperto, con un seme (ex ovulo) unito alla placenta attraverso il funiculo.

In botanica, il funicolo (funiculus) è un piccolo cordone che unisce l'ovulo alla placenta.
Può presentare svariate dimensioni ed è costituito da fasci cribro-vascolari che lo attraversano e arrivano fino alla base della nucula o calaza. Il punto di inserzione del funicolo nell'ovulo chiama filo.
Ci sono tre tipi principali di ovuli, in accordo con la posizione del funicolo, che sono:
- ortotropo o retto, quando il filo e la calaza si fissano sul prolungamento di una stessa linea.
- anatropo o investito, in cui il funicolo raddoppia in una grande curvatura sotto la calaza e rimane unito all'ovulo, propriamente detto in una grande estensione.
- campilotropo o curvo, quando l'asse della nucula si curva in modo che la linea di unione fra il filo e la calaza sia prossimo alla perpendicolare.

Nonostante la curvatura del funicolo, l'ovulo anatropo può essere eretto, se si presenta situato sopra il punto di inserzione del funicolo nella placenta, e pendente o colgante nel caso contrario.
L'arillo di molti semi si forma a partire dell'espansione del filo.